# Ormes (Saona i Loara)
Ormes – miejscowość i gmina we Francji, w regionie Burgundia-Franche-Comté, w departamencie Saona i Loara.
Według danych na rok 1990 gminę zamieszkiwały 413 osoby, a gęstość zaludnienia wynosiła 42 osoby/km² (wśród 2044 gmin Burgundii Ormes plasuje się na 518. miejscu pod względem liczby ludności, natomiast pod względem powierzchni na miejscu 941.).